# إليشا إي. مريديث
إليشا إي. مريديث (بالإنجليزية: Elisha E. Meredith)‏ هو محامي وسياسي أمريكي، ولد في 26 ديسمبر 1848 في مقاطعة سمتر في الولايات المتحدة، وتوفي في 29 يوليو 1900 في ماناساس في الولايات المتحدة. حزبياً، نشط في الحزب الديمقراطي. وقد انتخب عضو مجلس نواب الولايات المتحدة عن ولاية فرجينيا وانتخب عضو مجلس ولاية فرجينيا وانتخب عضو مجلس النواب الأمريكي.